# Kirkkokari
L'île Kirkkokari (roche de l'Église, précédemment connue comme Île de Saint-Henri) est une petite île se trouvant sur le lac Köyliönjärvi. L'île Kirkkokari est le lieu de décès du martyr saint Henri d'Uppsala. Il s'agit du seul site de pèlerinage catholique en Finlande.

## Historique du pèlerinage
Le lieu du pèlerinage est l'endroit où Henri d'Uppsala a été tué par Lalli en 1156.
Basée sur la découverte des ruines d'une église médiévale sur la petite île, la vénération de l'évêque a commencé durant la deuxième moitié du XIVe siècle, sur l'île où il est mort, bien après qu'Henri reçoive le statut officiel de saint local, et deux cents ans après la date présumée de sa mort,.

## Le pèlerinage actuel
Il y a aussi cent quarante kilomètres de route de Köyliö à Nousiainen, qui a été marquée tout le long pour permettre la traversée de ceux qui le veulent, pèlerins ou non. L'association du Pèlerinage Œcuménique de Saint-Henri a été organisée autour de cet événement. Une messe commémorative a lieu chaque année le second dimanche de juin, avant le festival du milieu de l'été.